# Andreas Theodor Andersson
Anders Teodor Andersson, född 28 november 1884 i Höganäs församling, Malmöhus län, död 29 juli 1969 i Öja församling, Malmöhus län
, var en svensk keramiker.
Andersson utbildades till drejare vid Höganäsbolagets kärlfabrik och i Helsingborg 1913. Han anställdes 1915 vid Ekelunds Marbel- och Porslinsfabrik först som glaserare och drejare men avancerade efter något år verkmästare vid verkstaden. På grund av lönsamhetsproblem efter första världskriget vill den tidigare ägaren lägga ner verksamheten men Andersson köper rörelsen 1923. För att öka lönsamheten slutar Andersson med tillverkningen av porslinsprodukter och renodlar verksamheten mot krukmakeriarbeten i lera eller stengods under det nya företagsnamnet Ystads Nya Stenkärls- och Keramikfabrik. Tillverkningen fortsätter fram till 1931 då företaget begärs i konkurs.